# Aggressionsbrott
Aggressionsbrott är ett brott enligt internationell och enligt flera länders lagar. Brottet definieras i Romstadgan som att 
1. en person, som i kraft av sin ställning kan utöva kontroll eller styra över en stats politiska eller militära handlande,
2. planerar, förbereder, inleder eller utför en aggressionshandling
3. aggressionshandlingen utgör en uppenbar överträdelse av Förenta nationernas stadga till sin karaktär, svårhetsgrad och omfattning.

Med aggressionshandling avses en stats användning av väpnat våld mot en annan stats suveränitet, territoriella integritet eller politiska oberoende, eller på något annat sätt som är oförenligt med Förenta nationernas stadga. Romstadgan räknar upp ett antal handlingar som utgör aggressionshandlingar, bland annat invasion eller ockupation, bombardemang, blockad och angrepp mot en annan stats stridskrafter.
I Sverige finns straffbestämmelsen i lagen (2014:406) om straff för vissa internationella brott. Den internationella brottsmålsdomstolen kan också åtala för brottet. 